# Cher (flod)
 For alternative betydninger, se Cher (flertydig). (Se også artikler, som begynder med Cher)
Cher er en biflod til Loire i Frankrig. Den udspringer i Massif Central, nordøst for Crocq i departementet Creuse og løber ud i Loire i Villandry, vest for Tours.
Undervejs passerer den byerne Montluçon (Alliers), Saint-Amand-Montrond og Vierzon (Cher) samt Tours (Indre-et-Loire).
Floden falder 762 m i løbet af sine 320 km og sender i gennemsnit 104 m³ vand i sekundet ud i Loire.
Cher gik så voldsomt over sine bredder i 1940, at mange byer og slottet Château de Chenonceau blev stærkt beskadiget.